# ベッドフォード・タウンFC
ベッドフォード・タウン・フットボールクラブ（Bedford Town Football Club）はイングランド、ベッドフォードシャー州、ベッドフォードを本拠地とするサッカークラブチームである。2017-18シーズンはサザンフットボールリーグ・ディヴィジョン1・セントラル（8部相当）に所属。

## タイトル

### 国内タイトル
- サウザンミッドランズリーグ・ディヴィジョン1:1回

1992-1993
- サウザンミッドランズリーグ:1回

1993-1994
- イスミアンリーグ・ディヴィジョン2

1998-1999

### 国際タイトル
- なし

## クラブ各種記録

### カップ戦
- FAカップ

4回戦敗退 1963-1964,1964-1965
- FAトロフィー

準決勝敗退 1974-1975
- FAヴェイス

5回戦敗退 1998-1999